# وبرس فالز (اکلاهما)
وبرس فالز(به انگلیسی: Webbers Falls) شهری در ایالت اکلاهما کشور ایالات متحده آمریکا است که جمعیت آن در سرشماری سال ۲۰۱۰ میلادی، ۶۱۶ نفر بوده‌است.